# Delphine Bournay
Delphine Bournay, née en 1974, est une artiste française, illustratrice, et auteure de littérature jeunesse.
Elle est l'auteure-illustratrice de la série jeunesse Grignotin et Mentalo.

## Biographie
Delphine Bournay naît en 1974, sa mère est professeur d'anglais, son père est architecte. Elle a deux sœurs. Elle grandit à Vierzon (Cher).
Elle est diplômée de l'École supérieure des arts décoratifs de Strasbourg,.
Elle illustre son premier ouvrage jeunesse à l'âge de 24 ans, aux éditions de L'Atelier du poisson soluble, sur un texte du cofondateur de ces éditions, Olivier Belhomme, avec l'album L’Éléphant Tom et Zaza la mouche au chocolat.
Elle entame sa série jeunesse du lapin et de la grenouille Grignotin et Mentalo en 2006 ; le premier opus est lauréat du Prix Sorcières 2007, et les deux premiers opus  font partie de la « Bibliothèque idéale » du Centre national de la littérature pour la jeunesse (BnF).
Elle a été récompensée de plusieurs autres prix jeunesse, dont le Prix Bernard Versele en 2017.

## Un travail d'illustration proche de la bande dessinée
Le Centre national de la littérature pour la jeunesse (BnF) souligne en 2007 le travail de Delphine Bournay « proche de l'univers de la BD. »
La revue en ligne de bande dessinée alternative du9, l'autre bande dessinée remarque son travail dès 2007, et écrit, en 2009 : « Delphine Bournay n’utilise pas de bulles et encore moins d’embrayeur (l’appendice sous la bulle elle-même) pour distinguer l’origine des dialogues, mais arrive pourtant à être lisible (...) L’astuce de l’auteure est de remplacer l’embrayeur habituel par la couleur. Chaque parole d’un personnage se voit donc identifiée par une teinte : vert pour Mentalo, rouge pour Grignotin, etc. Ces colorations alphabétiques font alors office d’embrayeurs, mais aussi de timbres correspondant au caractère des personnages. »
Sophie Van der Linden mentionne en 2012 : « Delphine Bournay se distingue ainsi dans le paysage éditorial contemporain par sa grande virtuosité de dessin [...] Dans ses ouvrages à la croisée de l’album, du roman de première lecture et de la bande dessinée, elle déploie une grande intelligence de la narration texte / image. »

## Prix et distinctions
- 2007 : Prix Sorcières[4] catégorie Premières lectures, pour Grignotin et Mentalo
- 2011 : Prix Gayant Lecture[11] pour Ariane l’araignée, texte de Pascale Chadenat, qu'elle a illustré
- 2014 : Prix de la Semaine Paul Hurtmans pour Grignotin et Mentalo, animaux sauvages[12]
- 2014 : Sélection Deutscher Jugendliteraturpreis[13],[14] (Prix allemand de la littérature jeunesse) pour Grignotin et Mentalo, animaux sauvages
- 2017 : Prix Bernard Versele pour Le Concours de force[6]

Deux de ses ouvrages font partie de la « Bibliothèque idéale » du Centre national de la littérature pour la jeunesse (BnF), il s'agit des deux premiers opus de sa série Grignotin et Mentalo : Grignotin et Mentalo et Grignotin des Bois et Mentalo de La Vega, publiés tous deux en 2006.

## Œuvre

### Auteure et illustratrice
Série Grignotin et Mentalo , L’École des loisirs
1. Grignotin et Mentalo[15], 2006 Prix Sorcières[4] 2007 -  « Bibliothèque idéale » du Centre national de la littérature pour la jeunesse (BnF)[5]
2. Grignotin des Bois et Mentalo de La Vega[16], 2006  « Bibliothèque idéale » du Centre national de la littérature pour la jeunesse (BnF)[5]
3. Le Correspondant de Grignotin et Mentalo[17], 2008
4. Grignotin et Mentalo présentent...[9],[18], 2009
5. Grignotin et Mentalo, animaux sauvages[10],[19], 2012 Prix de la Semaine Paul Hurtmans 2014[12]

- Anthologie : Le Grand livre de Grignotin et Mentalo, 2012

Ouvrages
- Devinettes bambara, Les Oiseaux de passage, 2005
- Au château ![8],[20],[7], L'Ecole des loisirs, 2007
- Pommes d'amis[21],[22], L'Ecole des loisirs, 2013
- Le Pouvoir du jaguar, L'école des loisirs, 2014
- Le Concours de force[23],[24], L'école des loisirs, 2014 Prix Bernard Versele 2017[6]
- Marcelle et les indiens, L'école des loisirs, 2017
- La Recette miracle, L'école des loisirs, 2018
- Adieu odieux dîner, l'École des loisirs, 2019
- Le Sapin d'anniversaire[25], l'École des loisirs, 2020
- Dans la forêt sombre et profonde[26], L'école des loisirs, 2021
- 3, 2, 1... Go ![27], L'École des loisirs, 2023

### Illustratrice
- L’Éléphant Tom et Zaza la mouche au chocolat, texte de Olivier Belhomme, L'Atelier du poisson soluble, 1998
- Ariane l’araignée, texte de Pascale Chadenat, L’École des loisirs, 2009 Prix Gayant Lecture[11] 2011
- Vertical, ver génial[28], texte de Agnès Mathieu-Daudé, l'École des loisirs, 2019

## Court-métrage
- 2009 :  Voit 13, pl 9[29], court-métrage d'animation, auteure Delphine Bournay, réalisé par Julien Telle, 2 min 40 s

## Quelques expositions
- 2017 : « Face à face », « Illustrer l'enfance »[30], exposition collective de 7 illustrateurs européens : Delphine Bournay, Beatrice Alemagna, Annabelle Buxton, Audrey Calleja, Mara Cerri (Italie), Benjamin Chaud, Carmen Segovia (Espagne), Salon du livre et de la presse jeunesse de Montreuil.
- 2020 : « Delphine Bournay »[31], exposition de 49 planches de dessins de la série Grignotin et Mentalo, et de son ouvrage Adieu odieux dîner, Bibliothèque de la Grognarde, Marseille